# Juliette Elmir
Juliette Elmir Saadeh (en árabe: جوليات المير سعادة‎ Yuliet Al-Mir Sa'adeh, también conocida en español
como Julieta Elmir; Trípoli, Siria otomana; 1909 - Beirut, Líbano; 24 de junio de 1976) fue una enfermera y activista política libanesa emigrada por años en Argentina, donde contrajo matrimonio con Antún Saadeh, fundador y líder del Partido Social Nacionalista Sirio; el cual Juliette presidiría con el fusilamiento de su esposo en Beirut en 1949 tras ser apresada en el monasterio de Saidnaya; convirtiéndose en la primera mujer presa política y también en la primera en presidir un partido político de Siria y del mundo árabe.

## Biografía

### Primeros años y matrimonio
Nació en Trípoli en 1909, ciudad en la que padecería serias dificultades económicas antes de emigrar a Argentina junto a su familia durante la Primera Guerra Mundial, donde ya se encontraba su padre, Jorge. Consta que su manejo del árabe formal no era igual al de una persona nacida y criada en el Levante. Se asentó primariamente en Buenos Aires, donde asistiría a la escuela para luego formarse como enfermera y aspirar a convertirse en médica. Tenía un hermano mayor, George, que también emigraría a Argentina y que sería de los primeros afiliados al Partido Social Nacionalista Sirio. El periodista y activista peronista argentino Mario Massouh Elmir era sobrino suyo, el cual además nombraría a su hija mayor «María Julieta» en honor a Juliette.

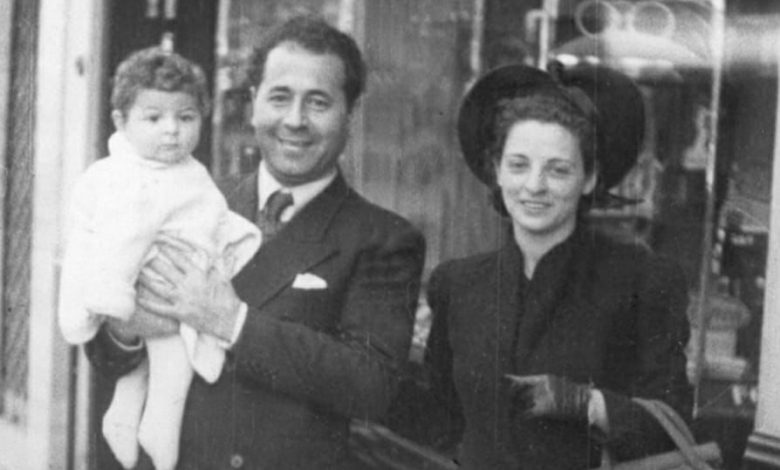
Juliette, Antún y su hija Sofía (Buenos Aires, 1943).

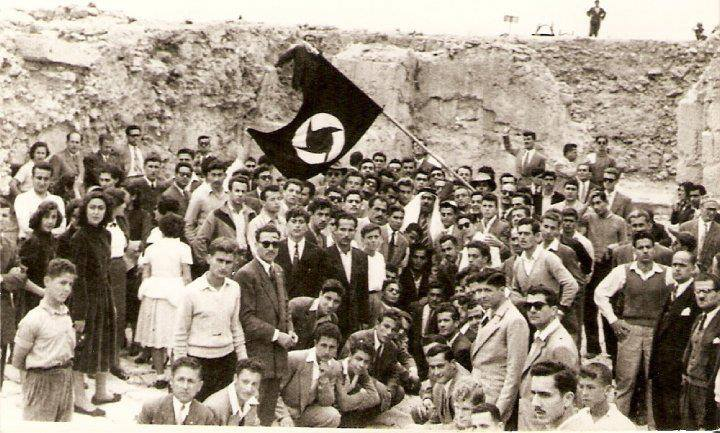
Miembros del PSNS celebrando el retorno de Saadeh a Líbano (Beirut, 1947).

En 1941 contrajo matrimonio con Antún Saadeh, para entonces ya un activista consolidado del nacionalismo sirio (como editor propietario de Azzaubaha y de la revista fundada por su padre Jalil Al-Mayalla), que se hallaba exiliado en Argentina de las autoridades francesas en el Líbano y a cuyas ideas como la crítica al aburguesamiento de la comunidad sirio-libanesa en Argentina y a la constitución de un solo Estado secular en la Gran Siria adhería. Para 1945, el matrimonio residía en San Miguel de Tucumán. En Argentina, nacerían sus dos hijas mayores: Sofía (Safiya) y Elyssar, mientras que la menor, Raghida, nacería en Líbano tras el retorno de sus padres en 1947 con la retirada definitiva de los franceses del Levante en el año anterior. En el Líbano, se instalarían en Dhour Al-Shweir, el pueblo natal de Antún.

### Actividad en el Levante

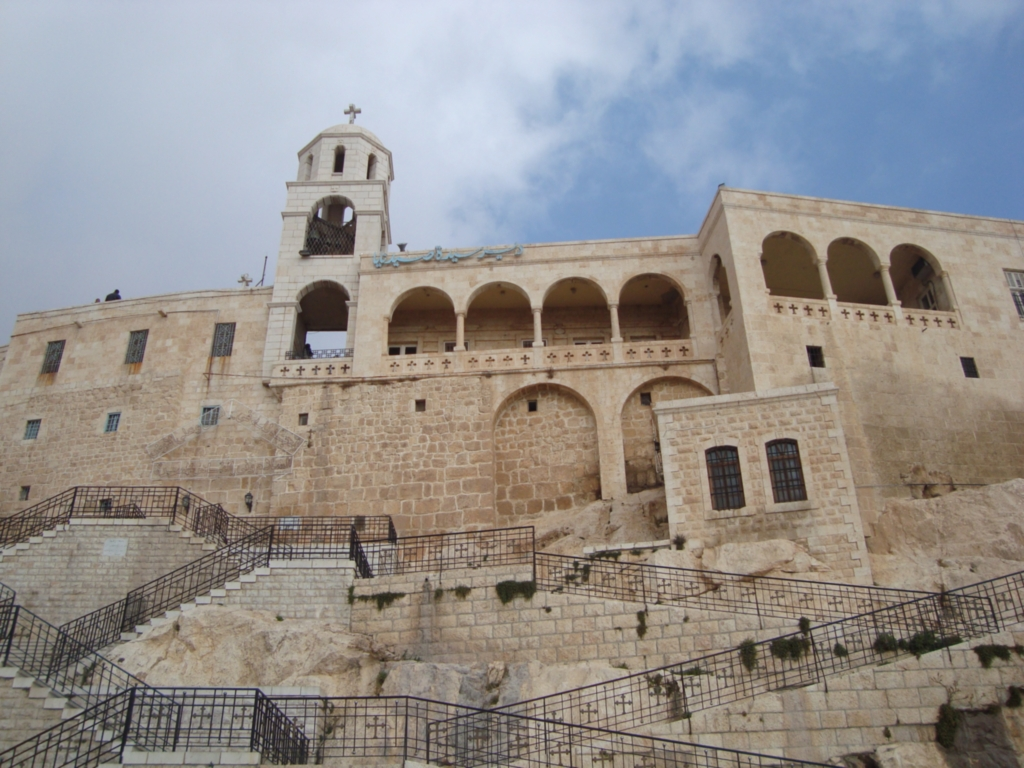
Monasterio de Saidnaya, lugar del primer confinamiento de Juliette en 1949.

El 4 de julio de 1949, un sector de las fuerzas del PSNS declararon una revolución contra el gobierno libanés en respuesta a hostilidades de este último contra ellas, pero la misma resultó en un fracaso y en Antún huyendo junto a Juliette y algunos de sus hombres a Siria, cuyo presidente Husni al-Za'im había accedido a reunirse con ellos. Sin embargo, el mismo al-Za'im entregó a Saadeh y sus colegionarios a las autoridades libanesas, que los juzgarían y fusilarían en menos de 48 horas el 8 de julio. Por otro lado, el acto de deslealtad de Al-Za'im hacia Saadeh fue uno de los factores que desencadenaron su fusilamiento el 14 de agosto del mismo año, cuatro meses después de haber llegado al poder mediante un golpe de Estado respaldado por la CIA. Luego de la muerte de Antún, Juliette fue apresada por primera vez en el monasterio de Saidnaya y liberada después de la deposición de Al-Za'im, tras lo que asumió formalmente la presidencia del partido.
Sin embargo, estaría nuevamente presa después de dejar la presidencia del partido a partir de 1955 bajo una sentencia de 21 años en la prisión de Mezzeh al oeste de Damasco, acusada de estar involucrada en el asesinato del subjefe de estado mayor del Ejército sirio Adnan Al-Malki, en un rol atribuible en realidad al entonces presidente del PSNS George Abd Al-Massih, el cual había logrado eludir la cárcel y a cuyas conspiraciones Juliette era ajena. De estos apresamientos es que suele afirmarse que Juliette fue la primera mujer presa política de Siria y del mundo árabe. Por otro lado, el asesinato de Al-Malki produjo también una represión sistemática hacia toda la estructura del PSNS. Aunque Juliette no padeció la violencia física que sí sufrieron otros detenidos del partido en Siria y en Líbano (en especial tras el golpe fallido en Líbano de 1961) como Khalil Haddad, sí estuvo sometida a un confinamiento solitario y a un «tormento psicológico», que la llevaron a negarse tanto a ingerir alimentos como a comunicarse y a otras formas de protesta. Tras intentar arrojarse de un balcón en los 1950s tardíos, fue trasladada a la prisión de Al-Qal’a en el centro de Damasco, donde sus condiciones de confinamiento mejoraron. Según Ghandour, sus años en prisión sirvieron a la pluma del poeta Muhammad al-Maghut.
El presidente Amin al-Hafiz le concedió un perdón por razones médicas en 1964, tras lo que residió por un tiempo con su yerno y su hija Elyssar en París antes de regresar a Líbano, donde fallecería en Beirut a causa de un cáncer el 24 de junio de 1976.

## Legado
Los padres de la escritora y académica líbano-jordana Amal Ghandour -afiliados al PSNS- describieron a Juliette como «amable, gentil y decente» aunque con un sufrimiento continuo desde la ejecución sumaria de su esposo en 1949 debido a sus encarcelamientos y a la evolución del partido en los años siguientes.
Sus memorias fueron publicadas pósthumamente en 2004 y traducidas al inglés por su nieto Mazen Naous, profesor de la Universidad de Massachusetts Amherst, más publicadas en ese idioma en 2022. Durante la presentación de la edición en inglés en los alrededores de la Plaza de los Mártires, Naous dijo:

Mi abuela, Juliette Mir Saadeh, esa personalidad distinguida, que apoyó a su marido en una posición de orgullo, negándose a arrodillarse y rendirse, convencida por su pensamiento, el del Zaim Antún Saadeh, aparece otra vez con mi pluma, traducida al idioma inglés sirviéndome de lo que recogí de sus diarios y anotaciones, que había conservado tan cuidadosamente todos estos años, para volcar con ella tinta que ya no era secreta. (...) Su portada está decorada con la sonrisa de una mujer honesta que enfrentó la cárcel y las penurias con la misma determinación, fortaleza y firmeza que enfrentó su enfermedad.

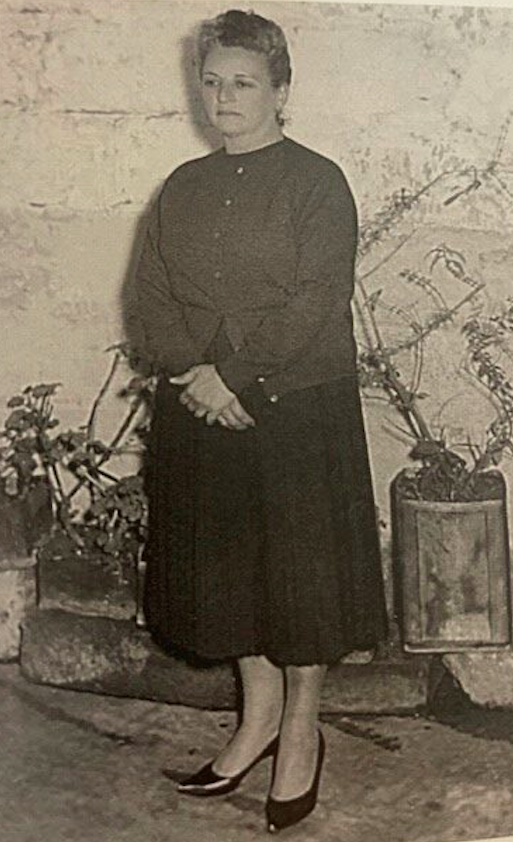
Durante su apresamiento en Al-Qal’a (Damasco, 1961).

En ellas, Juliette presenta a Antún por un lado en el plano político; como un revolucionario de corazón conmovible y de limitaciones para leer el carácter de las personas, además de como un intelectual y líder venerado cuya palabra, extrañamente, nunca era definitiva para sus hombres. Por otro lado, en el plano personal lo muestra como un padre cariñoso insistente en que sus hijas hablaran en árabe formal y como un hombre tierno en cada gesto hacia su esposa. Peculiarmente, Juliette nunca se dirige a él en el escrito por otro término que no sea el de Al-Zaim (en árabe: الزعيم‎ el Líder), apodo que tuviera en vida y también luego de su fallecimiento. Esta última peculiaridad la comparte, por ejemplo, Eva Perón al nombrar a su esposo tanto en La Razón de mi Vida como en discursos públicos, como en el que declina su candidatura a la vicepresidencia con cara a las elecciones de 1951.
Según el especialista estadounidense en Medio Oriente y consultor de defensa Christopher Solomon, Juliette «marcó una tendencia en las normas políticas y sociales para la política de género en el Levante.»